# Hultsfred község
Hultsfred község (svédül: Hultsfreds kommun) Svédország 290 községének egyike. 
A mai község 1971-ben jött létre.

## Települései
A községben 15 település található:
| Település   | Népesség | Megjegyzés         |
| ----------- | -------- | ------------------ |
| Hultsfred   |          | a község székhelye |
| Virserum    |          |                    |
| Målilla     |          |                    |
| Mörlunda    |          |                    |
| Silverdalen |          |                    |
| Järnforsen  |          |                    |
| Vena        |          |                    |
| Rosenfors   |          |                    |
| Emmenäs     |          |                    |
| Bösebo      |          |                    |
| Gårdveda    |          |                    |
| Lönneberga  |          |                    |
| Odensås     |          |                    |
| Emmenäs     |          |                    |
| Äntsebo     |          |                    |

### Külső hivatkozások
- Hivatalos honlap[halott link]